# John Milton Elliott

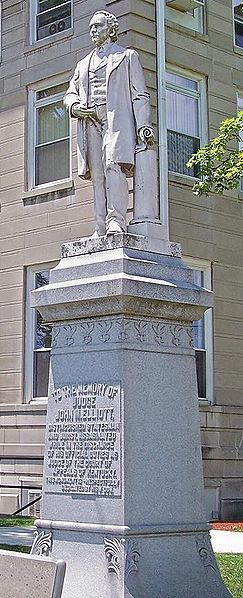
Statue von John Milton Elliott am Boyd County Courthouse in Catlettsburg, Kentucky

John Milton Elliott (* 16. Mai 1820 am Ufer des Clinch Rivers in Scott County, Virginia; † 26. März 1879 bei Frankfort, Kentucky) war ein US-amerikanischer Jurist und Politiker (Demokratische Partei).

## Werdegang
Seine Familie zog in seinen frühen Kindertagen nach Morgan County (heute Elliott County) in Kentucky, wo er die Gemeinschaftsschulen besuchte. Elliott graduierte 1841 an dem Emory and Henry College. Er studierte Jura, bekam seine Zulassung als Anwalt und fing dann 1843 in Prestonsburg an zu praktizieren.
Elliott war 1847 Mitglied im Repräsentantenhaus von Kentucky. Er wurde dann in den 33. US-Kongress gewählt und in die zwei nachfolgenden US-Kongresse wiedergewählt. Dort war er vom 4. März 1853 bis zum 3. März 1859 tätig. Während dieser Zeit hatte er den Vorsitz über das Committee on Public Expenditures (35. US-Kongress). Er entschied sich 1858 gegen eine erneute Kandidatur und kehrte nach Ablauf seiner dritten Amtszeit zu seiner Tätigkeit als Anwalt zurück.
Elliott war 1861 wieder Mitglied im Repräsentantenhaus von Kentucky. Er wurde in den Provisorischen Konföderiertenkongress sowie den 1. und 2. Konföderiertenkongress gewählt. Nach dem Krieg zog er nach Bath County (Kentucky). Er war zwischen 1868 und 1874 als Amtsrichter und dann zwischen 1876 und 1879 als Richter am Berufungsgericht tätig.

### Ermordet durch einen Richterkollegen
Am 26. März 1879 verließen die Richter John Milton Elliott und Thomas Hines das Kentucky State House, als sie einen Richter aus Henry County (Kentucky), Colonel Thomas Buford, trafen. Seine verstorbene Schwester verlor ihr Land, da sie eine Schuld in Höhe von 20.000 Dollar nicht zurückzahlen konnte. Elliott hatte in einem Gerichtsverfahren gegen sie entschieden, in welchem sie versucht hatte ihren Besitz zu retten.
Nachdem sich Hines umgedreht hatte und weitergegangen war, fragte Buford Elliott, ob er auf Snipejagd gehen wollte, als er ihn unverblümt mit einer doppelläufigen Schrotflinte gefüllt mit zwölf Schrotkugeln erschoss, wie er es am Grab seiner Schwester geschworen hatte. Hines inspiziert den Körper als Buford sich selbst einem Hilfssheriff stellte, der herbeigeeilt kam zu sehen, was geschehen war.
Die Nachricht über die Ermordung verbreitete sich im ganzen Country. Die New York Times meinte, dass der Mord nicht in einer zivilisierten Region stattgefunden hätte außer Kentucky oder einiger anderer Südstaaten.

### Nachwirkungen
Buford stellte einen Antrag auf nicht schuldig wegen Unzurechnungsfähigkeit während der Tat. Die Jury befand ihn nach einem anfänglichen 6:6-Patt tatsächlich für unzurechnungsfähig. Buford wurde in das Central Kentucky Insane Asylum in Anchorage (Kentucky) eingewiesen, wo er allerdings 1882 ausbrach und nach Indiana floh, von wo er nicht ausgeliefert werden konnte. Er kehrte 1884 freiwillig in die Anstalt zurück, wo er am 12. Februar 1885 verstarb.
Elliott wurde auf dem State Cemetery in Frankford (Kentucky) beigesetzt. Seine Ehefrau ließ ihm zu Ehren eine Statue vor dem Gerichtsgebäude von Boyd County in Catlettsburg (Kentucky) errichten. Nach ihm ist Elliott County in Kentucky benannt.